# جام بین قاره‌ای ۱۹۶۴
جام بین قاره‌ای ۱۹۶۴ پنجمین دوره از جام بین قاره‌ای فوتبال بود که بین باشگاه اینتر میلان ایتالیا، برنده جام باشگاه‌های اروپا ۶۴–۱۹۶۳، و تیم آرژانتینی ایندپندینته، برنده جام لیبرتادورس ۱۹۶۴ برگزار شد.

## تیم‌ها
| تیم         | نحوه صعود                          | حضور قبلی |
| ----------- | ---------------------------------- | --------- |
| اینتر میلان | قهرمان جام باشگاه‌های اروپا ۶۴–۱۹۶۳ | اولین بار |
| ایندپندینته | قهرمان جام لیبرتادورس ۱۹۶۴         | اولین بار |

## مسیر تا قهرمانی

### اروپا
| اینتر میلان   | اینتر میلان     | اینتر میلان | اینتر میلان | اینتر میلان |
| مرحله         | حریف            | م.ر. ب      | دور رفت     | دور برگشت   |
| ------------- | --------------- | ----------- | ----------- | ----------- |
| مقدماتی       | اورتون          | ۱–۰         | ۰–۰         | ۱–۰         |
| یک‌هشتم نهایی  | موناکو          | ۴–۱         | ۱–۰         | ۳–۱         |
| یک‌چهارم نهایی | پارتیزان        | ۴–۱         | ۲–۰         | ۲–۱         |
| نیمه نهایی    | بروسیا دورتموند | ۴–۲         | ۲–۲         | ۲–۰         |
| فینال         | رئال مادرید     | ۳–۱         | ۳–۱         | ۳–۱         |

### آمریکای جنوبی
| ایندپندینته | ایندپندینته  | ایندپندینته | ایندپندینته | ایندپندینته |
| مرحله       | حریف         | م.ر. ب      | دور رفت     | دور برگشت   |
| ----------- | ------------ | ----------- | ----------- | ----------- |
| مرحله گروهی | آلیانزا لیما | –           | ۴–۰         | ۲–۲         |
| مرحله گروهی | میلوناریوس   | –           | ۵–۱         | برگزار نشد  |
| نیمه نهایی  | سانتوس       | ۵–۳         | ۳–۲         | ۲–۱         |
| فینال       | ناسیونال     | ۱–۰         | ۰–۰         | ۱–۰         |

## جزئیات بازی

### بازی رفت
| ایندپندینته   | ۱–۰    | اینتر میلان |
| ------------- | ------ | ----------- |
| - رودریگز ۵۹' | Report |             |

### بازی برگشت
| اینتر میلان             | ۲–۰    | ایندپندینته |
| ----------------------- | ------ | ----------- |
| - مازولا ۸' - کورسو ۳۴' | Report |             |

### پلی‌آف
| اینتر میلان  | ۱–۰ (و.ا.) | ایندپندینته |
| ------------ | ---------- | ----------- |
| - کورسو ۱۱۰' | Report     |             |

| اینتر میلان | ایندپندینته |

| اینتر میلان: |    |                         |
|              |    |                         |
| GK           | ۱  | جیولیانو سارتی          |
| DF           | ۲  | آرماندو پیکی            |
| DF           | ۳  | جاچینتو فاکتی (کاپیتان) |
| DF           | ۴  | ساول مالاتراسی          |
| DF           | ۵  | آریستیده گوارنری        |
| MF           | ۶  | کارلو تاگنین            |
| MF           | ۷  | آنجلو دومنگینی          |
| FW           | ۸  | خواکین پیرو             |
| FW           | ۹  | آورلیو میلانی           |
| FW           | ۱۰ | لوییس سوارز             |
| FW           | ۱۱ | ماریو کورسو             |
| سرمربی:      |    |                         |
| هلنیو هررا   |    |                         |

| ایندپندینته:  |    |                           |
|               |    |                           |
| GK            | ۱  | میگل آنخل سانتورو         |
| DF            | ۲  | خوان گوزمان               |
| DF            | ۳  | رائول دکاردیا             |
| DF            | ۴  | خوزه پافلیک               |
| DF            | ۵  | داوید آسودو               |
| MF            | ۶  | خورخه مالدونادو (کاپیتان) |
| MF            | ۷  | رائول برنائو              |
| FW            | ۸  | پدرو پروسپیتی             |
| FW            | ۹  | لوئیس سوارز               |
| FW            | ۱۰ | ماریو رودریگز             |
| FW            | ۱۱ | رائول ساووی               |
| سرمربی:       |    |                           |
| مانوئل گیودیس |    |                           |